# El Barrio de La Soledad
El Barrio de La Soledad est une municipalité et une ville de l'État de Oaxaca, au Mexique. La municipalité couvre une superficie de 233,48 km2 et compte 14 277 habitants en 2015.